# 원호 (문신)
원호(元豪, 1533년 ~ 1592년)은 조선 중기의 관리이다.
1592년 임진왜란 당시  강원도 조방장으로써 활약했다. 여주에서 일본군에 맞아 싸웠으나 강원도 순찰사 유영길의 지시로 춘천으로 향했다. 춘천을 거쳐 북상하던 중 김화에서 일본군에 기습당해 전사하였다.